# Обольянинов, Пётр Хрисанфович
Пётр Хриса́нфович Обольяни́нов (1752 — 22 сентября 1841) — фаворит Павла I, генерал от инфантерии, в 1800-1801 гг. генерал-прокурор. В течение 16 лет, с 1816 по 1832 гг. (дольше, чем кто-либо), занимал должность московского губернского предводителя дворянства. В память о нём была названа усадьба Обольяниново.

## Биография
Сын небогатого порховского дворянина, полковника Хрисанфа Ефимовича Обольянинова. До 16 лет проживал с родителями в деревне, где систематического образования не получил:

«От природы Обольянинов был очень умный человек, с быстрым соображением, но мало учён, так что едва-едва умел писать. Он не знал иностранных языков, не говорил и даже не понимал, и вообще не любил ничего иноземного. Характером был крут, был честен, благороден, но жестковат и очень настойчив».— Е. П. Янькова
Военную службу начал в 1768 году. Сразу выделился усердным исполнением обязанностей и беспрекословным подчинением приказам вышестоящего начальства. В чине премьер-майора вышел в отставку в 1780 году; несколько лет нигде не служил, проживая в своей деревне. С 1783 года — губернский стряпчий в Псковском наместничестве; через несколько лет — советник в палате гражданского суда; в 1792 году получил чин надворного советника и назначен на должность в Казённой палате.
Обладая честолюбием, хлопотал о переводе в армию; гражданская служба не удовлетворяла амбиций П. Х. Обольянинова. В 1793 году попал в гатчинские войска в чине подполковника. Служа в Гатчине, снискал благоволение великого князя Павла Петровича, после вступления которого на престол в 1796 году и начался его фавор.

### Временщик
В 1796 году Пётр Хрисанфович, уже в чине генерал-майора, был назначен генерал-провиантмейстером, награждён орденами Святой Анны и Святого Александра Невского. После воцарения Павла стал одним из ближайших доверенных лиц императора; монаршие милости следовали одна за другой: в 1797 году пожалован поместьем в Саратовской губернии с 2 тысячами душ, в следующем году — повышен в чине, стал генерал-лейтенантом, в 1799-м — назначен сенатором. Французский король Людовик XVIII пожаловал ему командорский крест ордена Святого Лазаря Иерусалимского. 

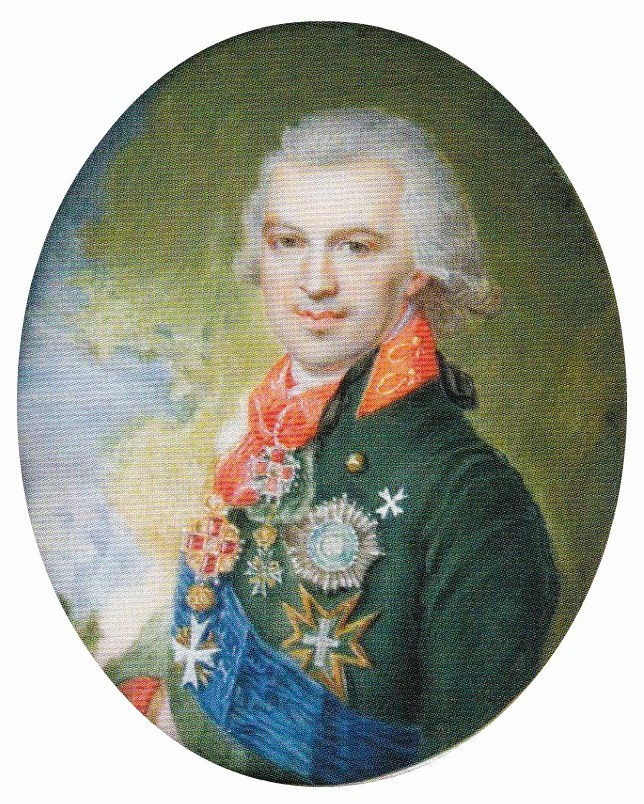
Генерал-прокурор П. Х. Обольянинов

В феврале 1800 года занял пост генерал-прокурора; в этой должности пробыл недолго, до переворота 11 марта 1801 года. За этот год службы щедро награждался: пожалован большим крестом ордена Св. Иоанна Иерусалимского, орденом Св. апостола Андрея Первозванного, большим домом в столице, императорской табакеркой с бриллиантами, сервизами фарфоровыми и серебряными на 120 тысяч рублей; был произведен в генералы от инфантерии. Павел считал Обольянинова «своим». Компетенцию генерал-прокурора, имевшую в то время исключительно широкие пределы, Обольянинов старался ещё более расширить, требуя, например, от обер-прокуроров Сената предварительных ему докладов; вместе с тем расширял её и Павел, предписывая всем вообще доставлять Обольянинову свои доклады для предварительного ознакомления. Без умственной и нравственной культуры, лишённый хотя бы практического служебного опыта, Обольянинов мог держаться на своём посту лишь беспрекословным повиновением и точной исполнительностью. Он никогда не возражал императору, слепо следуя повелениям; в делах водворился произвол.
Тяжёлые порядки павловского режима Обольянинов обострял грубостью и возбудил всеобщую неприязнь. Отсутствие воспитания и образования сказывались в работе на высшем посту: он нередко ругал подчинённых, не стесняясь в выражениях; писал с ошибками, коверкая названия. Однако обладал кадровым талантом расставлять на ключевые должности толковых людей. По выражению Д. Б. Мертваго, сослуживца Обольянинова, Пётр Хрисанфович «уподобился великому визирю» при государе. Ему император Павел поручил привести к присяге своих сыновей Александра и Константина в памятный день 11 марта 1801 г. Ночью того же дня, во время переворота, Обольянинов был арестован, и хотя тотчас был освобождён, но карьера его кончилась; через несколько дней он уехал в Москву. Здесь ему сначала было запрещено даже бывать в дворянском собрании, где фельдмаршал Каменский публично обозвал его «государственным вором, взяточником, дураком набитым».

### Жизнь в отставке
До нашествия французов Обольяниновы жили в Москве открыто, принимая много гостей. «Обедами прежирными» Обольянинов сумел привлечь московское общество и не раз был избираем губернским предводителем дворянства. На этом посту он проявил даже гражданское мужество в 1826 году, подняв голос за смягчение наказания москвичу-декабристу князю Е. П. Оболенскому, первоначально приговоренному к смертной казни, заменённой затем каторгой.
В пожаре 1812 года московский дом Обольянинова на углу Тверской и Садовой улиц, с большим садом и двумя флигелями, сгорел, да так и не был толком возобновлен. Супруги перебрались в подмосковное Обольяниново, где престарелый генерал занялся разведением цветов, а его жена увлеклась собаководством. По свидетельству хозяйки соседнего имения:

«Лицом Обольянинов был очень некрасив: худощав, большой нос луковицей, впалые глаза со строгим взглядом, волосы очень редкие на всей голове и так плотно выстрижены, что ухватить нельзя. Он был бы довольно высок, если бы не держал себя согнутым; думаю, что это было от привычки, а под старость, когда он не мог уже ходить, и его возили по комнатам в креслах, голова его до того нагнулась, что чуть не на коленях лежала».
Смерть жены так сильно подействовала на Обольянинова, что он «до самой смерти спал на её кровати, на её подушках и покрывался тем одеялом, под которым она умерла». Сам он скончался на девяностом году 22 сентября 1841 года в Москве, в своем доме на Тверской. Похоронен рядом с женой в тверском имении, в приходской церкви села Толожня Новоторжского уезда.

## Супружество

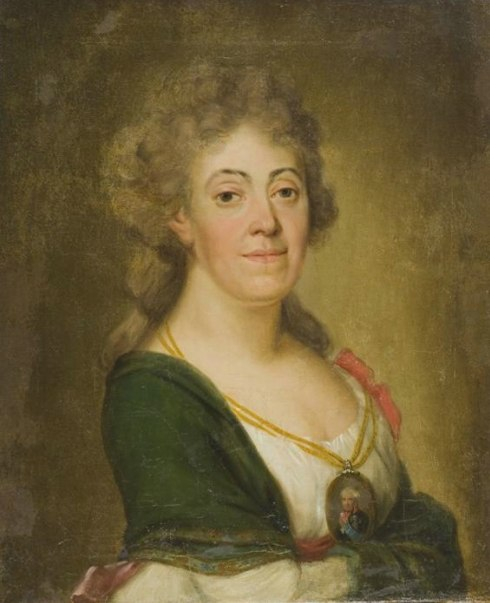
Анна Александровна на портрете В. Л. Боровиковского

С 19 января 1795 года был женат на Анне Александровне Нащокиной, урожденной Ермолаевой (1754—1822), вдове надворного советника Якова Ивановича Ордин-Нащокина (1728—1793); дочери поручика Александра Петровича Ермолаева и Екатерины Гавриловны Белкиной. В молодости была красавицей, отличалась добротою и любезностью, но «очень простовата и без всякого образования». Анна Александровна рассказывала, что, вступив в брак со стариком Нащокиным, старалась одеваться старше своих лет, а когда вышла за Обольянинова, то стала молодиться, чтобы казаться моложавее.
По свидетельству Е. П. Яньковой, «так как она была великая охотница до собак, которых держала премножество, то и разговор был только что про собак»; ночью собачонки занимали иногда всю постель хозяйки, так что сама она «кое-как лепилась на краю». 31 декабря 1800 года за заслуги мужа была пожалована в кавалерственные дамы ордена св. Екатерины малого креста. В последние годы жизни Анна Александровна была прикована к постели. Поскольку её второй брак был бездетный, подмосковное Обольяниново унаследовал племянник Петра Хрисанфовича — подполковник Михаил Михайлович Обольянинов, чья дочь и наследница Анна вышла замуж за графа А. В. Олсуфьева. 